# Qaplan II Giray
Qaplan II Giray, född 1739, död 1771, var Krimkhanatets khan mellan 1770 och 1770. 